# フィル・アルデン・ロビンソン
フィル・アルデン・ロビンソン（Phil Alden Robinson 1950年3月1日 - ）は、アメリカ合衆国・ニューヨーク州ロングビーチ出身の映画監督、脚本家。脚本家としては「ジャック・T・D・ロビンソン（Jack T.D. Robinson）」や「クリス・リーゼ（Chris Reese）」の名義を使うこともある。

## 来歴
ユニオン大学卒業後、教育映画や産業映画の制作に携わった後、テレビドラマの演出を経て脚本家として映画界に入る。1989年、『フィールド・オブ・ドリームス』の監督・脚本を務め、高い評価を受けた。

## 映画監督作品
- ウー・ウー・キッド In the Mood (1987) 脚本・監督
- フィールド・オブ・ドリームス Field of Dreams (1989) 脚本・監督
- スニーカーズ Sneakers (1992) 脚本・監督
- トータル・フィアーズ The Sum of All Fears (2002) 監督
- 余命90分の男 The Angriest Man in Brooklyn (2014) 監督

## 脚本など
- クラブ・ラインストーン/今夜は最高! Rhinestone (1984) 原案・脚本
- オール・オブ・ミー/突然半身が女に! All of Me (1984) 劇場未公開、脚本
- ゴースト・パパ Ghost Dad (1990) 原案・脚本 ※クリス・リーゼ名義
- チェンバー/凍った絆 The Chamber (1996) 脚本 ※クリス・リーゼ名義
- エニグマ奪還 All the Queen's Men (2001) 劇場未公開、製作総指揮
- バンド・オブ・ブラザーズ Band of Brothers (2001) テレビドラマ、監督
- シナトラ Sinatra  脚本（予定）